# Ville Radieuse

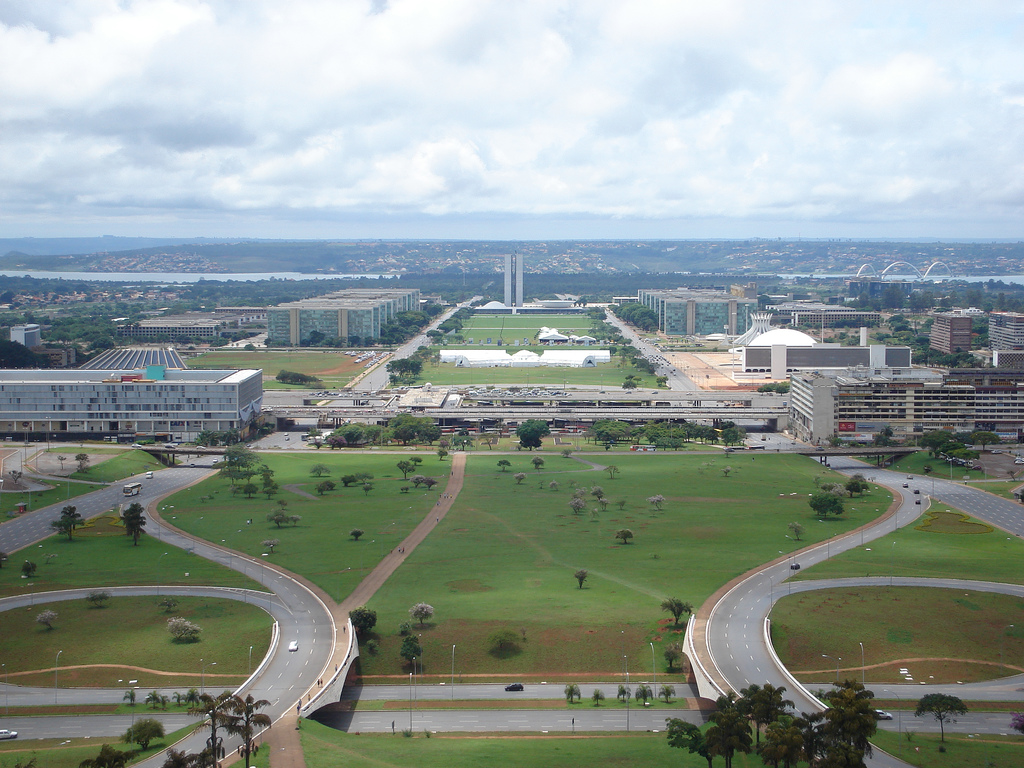
Design di Brasilia – basato su quelli della Ville Radieuse.

Ville Radieuse (vil ʁaˈdjøːz, Città radiosa) è un progetto urbanistico dell'architetto franco-svizzero Le Corbusier del 1930, mai realizzato.
Sebbene Le Corbusier avesse già esposto le sue idee su modelli utopistici cittadini con le Ville contemporaine negli anni Venti, durante i contatti con alcuni pianificatori internazionali iniziò comunque a lavorare sulla Ville Radieuse. Nel 1930 era infatti diventato membro del movimento sindacalista e aveva proposto questo nuovo progetto come riforma sociale.
I principi di Ville Radieuse furono poi incorporati nel documento Carta di Atene (CIAM) del 1933 e ispirarono molti progetti epigoni dei decenni successivi, che culminarono nella realizzazione della prima Unité d'Habitation a Marsiglia nel 1952.

## Critiche
Alcuni neourbanisti come James Howard Kunstler criticarono l'idea di Ville Radieuse perché non considerava la scala umana rapportata all'architettura circostante. Secondo Lewis Mumford, è una serie di «costruzioni in un parcheggio».  «"Lo spazio tra i grattacieli fluttuanti in un superblocco è diventato immediatamente terreno incolto, evitato dalla gente.»

Un disegno dell'Empire State Plaza.

L'Empire State Plaza, un complesso di edifici destinati agli uffici statali ad Albany venne ugualmente criticato per la sua aderenza al concetto di Ville Radieuse. Il critico architettonico Martin Filler scrisse nel suo libro The Making Of Empire State Plaza: «Non vi è alcuna relazione tra edifici e sito, né al suolo né in cima al podio, dal momento che tutte le vestigia del sito esistente sono state completamente cancellate. Così, stando sulla Plaza si avverte un'inquietante sensazione di distacco. Gli edifici del centro commerciale incombono minacciosi, come alieni da un'altra galassia sbarcati su questa pista di atterraggio di marmo.»